# Gurupés

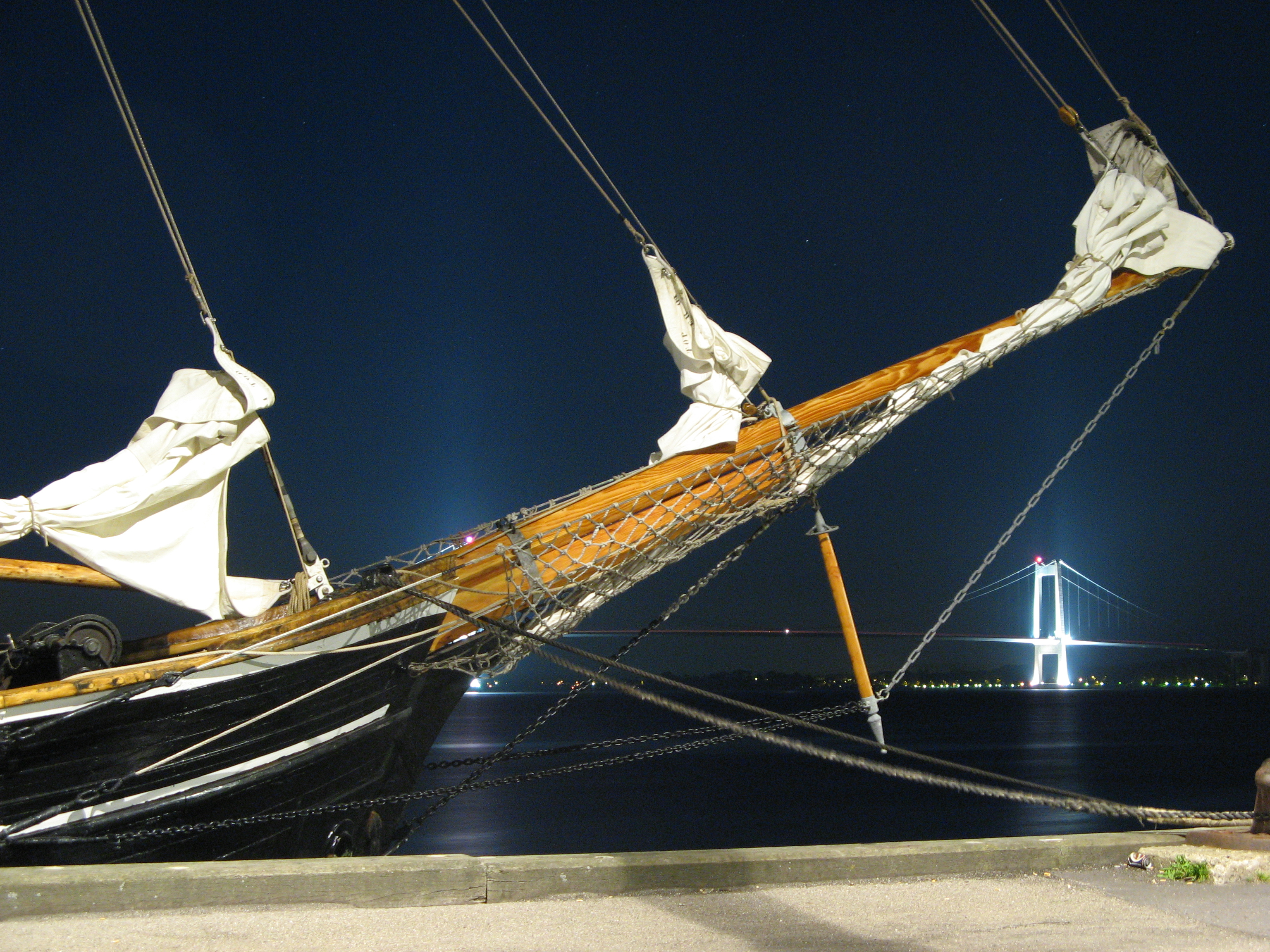
Gurupé do SS Albatros

Gurupés são mastros fixos que se projetam, quase na horizontal (obliquamente), para vante da proa (parte dianteira da embarcação) de um navio. É bastante usual nos grandes veleiros, mas existe também em certas pequenas embarcações. A função do gurupé é servir de apoio para armar velas diversas.